# 北马灵市镇
北马灵市镇（瑞典語：Nordmalings kommun）是瑞典北部西博滕省的一个市镇。其治所位于北马灵。